# Szybieki (przystanek kolejowy)
Szybieki (biał. Шыбекі; ros. Шибеки) – przystanek kolejowy pomiędzy miejscowościami Masiuki i Szybieki, w rejonie orszańskim, w obwodzie witebskim, na Białorusi. Położony jest na linii Orsza - Lepel.